# Королевские регалии Италии

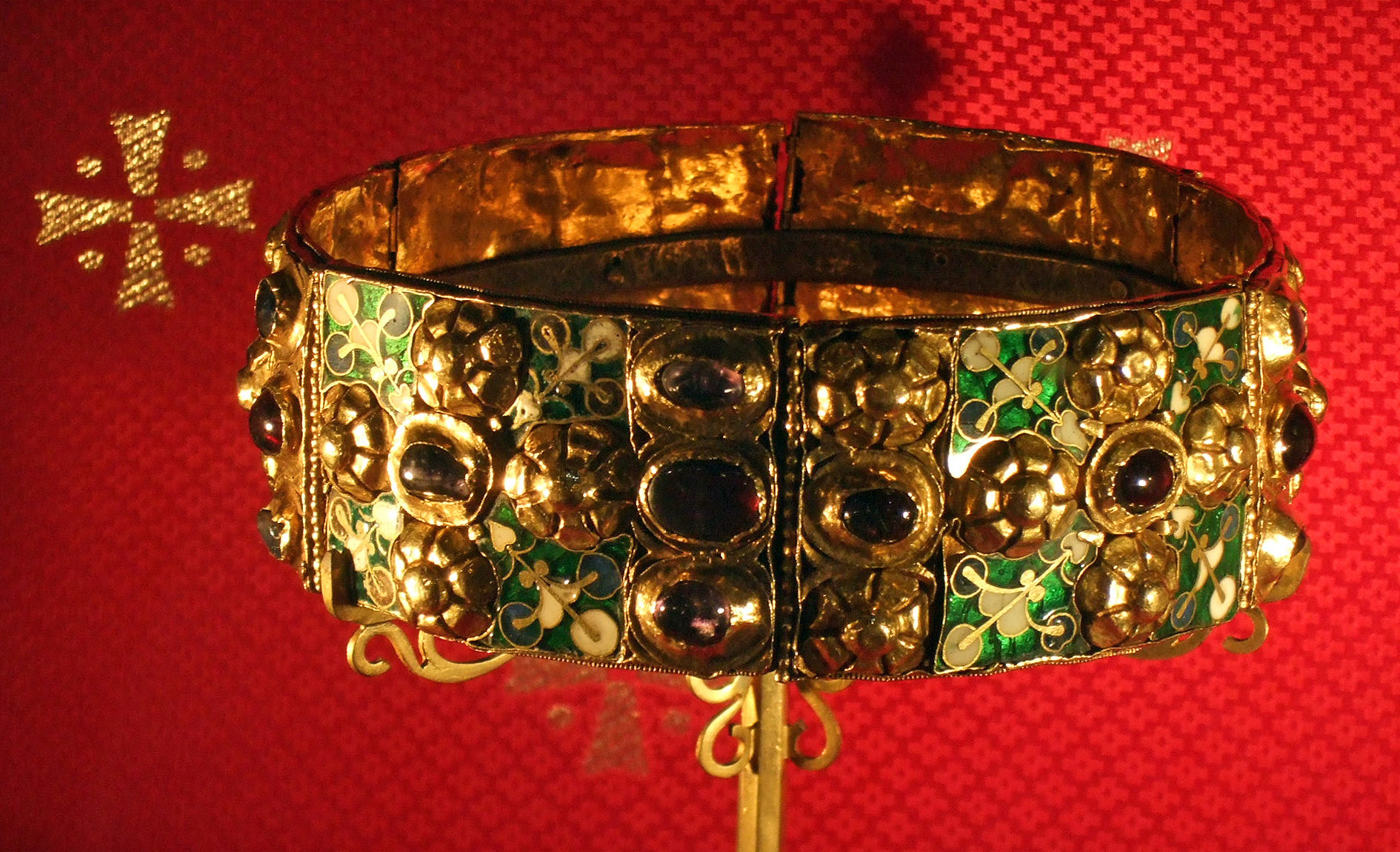
Железная корона, использовавшаяся как официальная корона Королевства Италия с момента его создания в 1861 году; считалась первой среди королевских регалий Италии, хотя никогда не использовалась в церемониях коронации.

Королевские регалии Италии (итал. Tesoro della Corona d'Italia) — атрибуты власти монархов Италии.
Поскольку Италия как единое государство возникла лишь в 1861 году, королевскими регалиями Италии считаются атрибуты власти Савойской династии, правившей с 1861 по 1946 годы. Наряду с ними, к королевским регалиям Италии причисляют атрибуты власти монархий, существовавших в разное время на территории Итальянского королевства, включая Сардинское королевство, Лангобардское королевство, Королевство обеих Сицилий, Великое герцогство Тосканское, а также Венецианской республики.
После упразднения в Италии монархии в 1946 году по итогам конституционного референдума часть королевских регалий Савойской династии перешла под контроль правительства страны, эти регалии находятся в хранилище Банка Италии, в специальной шкатулке с тремя полками с бархатной кружевной подкладкой. Представители Савойского дома в начале 2000-х заявили о своей готовности поддержать экспонирование королевских регалий для широкой публики.